# Detector
Detector (The Chain Reaction) è un film indipendente  del 1980 diretto da Ian Barry.
Il film contiene numerosi richiami ad Interceptor di George Miller, qui produttore e regista non accreditato delle scene di inseguimento, e con Mel Gibson in un cameo non accreditato nei panni di un meccanico. Nel cast del film figurano anche altri interpreti di Interceptor:  Steve Bisley, Hugh Keays-Byrne, Tim Burns, Roger Ward.

## Trama
A causa di una scossa di terremoto, il professor Heinrich Schmidt, impiegato presso la W.A.L.D.O. (Western Atomic Longterm Dumping Organisation), scopre nei sotterranei della struttura una perdita di materiale radioattivo che rischia di diffondersi nei corsi d'acqua, evento che potrebbe significare la morte di tutti gli esseri viventi della regione. Lo scienziato avverte Gray, commissario a capo della W.A.L.D.O., che tuttavia decide di non diffondere la notizia per tutelare gli interessi dell'azienda. Heinrich, testimone scomodo, sfugge alla morte, ma ha un incidente e perde la memoria, venendo soccorso da Larry Stilson, meccanico in vacanza, e da sua moglie Carmel. Organizzata una squadra di killer, Gray comincia una spietata caccia allo scienziato fuggiasco.

## Produzione

### Sviluppo
Il film nacque da un'idea del regista Ian Barry. Barry era in trattative con il produttore David Elfick per realizzate Sparks, un film narrante la storia di un regista cieco, basato su un cortometraggio diretto dallo stesso Barry, ma Elfick fu restio a finanziare il progetto. Il regista aveva scritto un altro film, un thriller intitolato The Man at the Edge of the Freeway, ed Elfick decise di fare questo al suo posto. Il film ebbe un budget $600,000, ma l'Australian Film Commission, ritenendolo troppo alto, lo ridusse a $450,000. George Miller entrò nel progetto come produttore esecutivo-associato.

### Riprese
Le riprese cominciarono nel settembre 1979 a Glen Davis, Nuovo Galles del Sud, e a Sydney. Elfick dichiarò in seguito di aver scoperto che Glen Davis probabilmente era il sito di un massacro aborigeno ed era ritenuto maledetto; il produttore credette alla superstizione per via delle eccessive difficoltà incontrate durante le riprese. Queste presero più tempo del dovuto ed il progetto sforò il budget del 40%. Per velocizzare, George Miller venne contattato per dirigere le scene di inseguimento in auto, con una Ford Fairlane LTD come veicolo principale. Anche David Elfick partecipò a delle ulteriori riprese come regista di seconda unità.
Il film fu girato con l'utilizzo di lenti anamorfiche Widescreen.

### Post-produzione
La post-produzione fu resa difficoltosa dagli scontri tra i rappresentanti dell'Australian Film Commission e quelli della Victorian Film Commission, che supervisionavano e discutevano su di ogni taglio del film.

## Colonna sonora
La colonna sonora del film fu composta da Andrew Thomas Wilson.

### Tracce
1. "Awakening" (1:46)
2. "The Beast" (4:17)
3. "Decontamination" (2:05)
4. "Heinrich's Theme" (3:00)
5. "WALDO" (1:17)
6. "A Swim in the River" (1:48)
7. "Chain Reaction" (4:52)
8. "Once More with Feeling" (3:00)
9. "Paradise Valley" (1:03)
10. "Car Chase" (4:31)
11. "Carmel's Theme" (1:38)
12. "WALDO Arrives" (1:57)
13. "The Hand at the Window" (0:42)
14. "Message to a Friend" (titoli di coda) (4:28)

## Distribuzione
Il film fu distribuito poco dopo Interceptor, di cui ricalca in parte alcuni temi e sequenze, così come con film statunitensi recenti, tra cui Sindrome cinese. Venne distribuito in Australia il 25 settembre 1980 dalla Palm Beach Picture, insieme alla Victorian Film Corporation e l'Australian Film Commission. Negli Stati Uniti venne distribuito dalla Warner Bros., e, nel Regno Unito, da Columbia-EMI-Warner.

### Date di uscita
- 25 settembre 1980 in Australia (The Chain Reaction)
- 27 novembre 1980	 nei Paesi Bassi (Ontsnapping uit de helm)
- 7 dicembre 1980 in Portogallo (Perigo...Reacção em Cadeia)
- 30 gennaio 1981 in Danimarca (Dræb ham - han ved for meget)
- 4 febbraio 1981 in Francia (Réaction en chaîne)
- 5 febbraio 1981 in Germania Ovest (Die Kettenreaktion)
- 3 aprile 1981 in Finlandia (Ketjureaktio)
- 25 marzo 1982 in Uruguay (Nuclear Run o Perigo...Reacção em Cadeia)
- Spagna (Peligro: reacción en cadena)
- Grecia (Skotoste ton, xerei polla!)

## Accoglienza
TV Guide.com assegna al film 3 stelle su 4, mentre su Yahoo! Movies gli viene attribuito dagli utenti una C.

## Riconoscimenti
- 1980 - AFI Awards
  - Candidatura per la miglior attrice non protagonista a Lona Lerney
  - Candidatura per la miglior fotografia a Russell Boyd
  - Candidatura per i migliori costumi a Norma Muriceau
  - Candidatura per il miglior montaggio a Tim Wellburn
  - Candidatura per il miglior sonoro
- 1983 - Saturn Awards
  - Candidatura per il miglior film internazionale